# Джефферсоны
«Дже́фферсоны» (англ. The Jeffersons) — длительный американский комедийный телесериал, который транслировался на канале CBS с 18 января 1975 года по 25 июня 1985 года. В центре сюжета находилась богатая семейная пара афроамериканцев Джордж и Луиза Джефферсоны (Шерман Хемсли и Изабель Санфорд), которая жила в Нью-Йорке.
«Джефферсоны» является спин-оффом ситкома «Все в семье», в котором впервые появились главные герои сериала. Просуществовав одиннадцать сезонов, сериал вошёл в историю как самая продолжительная комедия на американском телевидении с исключительно афроамериканским составом на главных ролях. На самом же деле проект является первым и одним из трёх успешных сериалов и истории телевидения с афроамериканцами в центре сюжета.
Сериал имел успех в телевизионных рейтингах на протяжении почти всего периода показа. Пик популярности пришёлся на восьмой сезон, когда сериал занял третью строчку годовой рейтинговой таблицы, после «Далласа» и «60 минут». Также проект был отмечен рядом премий, включая четырнадцать номинаций и две победы на «Эмми», семь из которых принадлежат Изабель Санфорд в категории за лучшую женскую роль в комедийном телесериале. Санфорд стала первой и единственной чёрной актрисой, выигравшей «Эмми» в данной категории в истории. Кроме этого сериал восемь раз выдвигался на премию «Золотой глобус», пять из которых опять же были для Санфорд.